# Lepidogalaxias salamandroides
Lepidogalaxias salamandroides är en fiskart som beskrevs av Mees, 1961. Lepidogalaxias salamandroides ingår i släktet Lepidogalaxias och familjen Lepidogalaxiidae. IUCN kategoriserar arten globalt som nära hotad. Inga underarter finns listade i Catalogue of Life.